# M3 Radio Dili 88.8 FM
M3 Radio Dili 88.8 FM ist ein privater Radiosender in Osttimors Hauptstadt Dili, der 2012 auf Sendung ging.
Er sendet auf FM 88,8 MHz. Als einziger Sender des Landes ist bei M3 Radio Dili 88.8 FM das gesamte Programm auf Englisch. Gesendet wird zwischen sieben Uhr morgens und neun Uhr abends.